# Cascade (Idaho)
Cascade – miasto w Stanach Zjednoczonych, w stanie Idaho, siedziba administracyjna hrabstwa Valley.